# Cristopher Fiermarín
Cristopher Javier Fiermarín Forlán (Rosario, 1 januari 1998) is een Uruguayaans voetballer die als doelman speelt. Hij wordt in het seizoen 2021/22 door Montevideo City Torque uitgeleend aan Lommel SK.

## Clubcarrière
Fiermarín genoot zijn jeugdopleiding bij Defensor Sporting Club. In 2018 leende de club hem uit aan Club Atlético Torque. Na afloop van de uitleenbeurt nam Torque, dat in 2020 zijn naam zou veranderen in Montevideo City Torque na de overname door de City Football Group, hem definitief over.
In juli 2021 werd hij voor één seizoen uitgeleend aan de Belgische tweedeklasser Lommel SK, dat ook onder de City Football Group valt. Fiermarín moest er het vertrek van Tomas Švedkauskas en Daniel Grimshaw opvangen. Op 15 augustus 2021 maakte hij er zijn officiële debuut in het eerste elftal: op de eerste competitiespeeldag gaf trainer Peter van der Veen hem een basisplaats tegen Waasland-Beveren. De wedstrijd leek op een 2-2-gelijkspel te gaan afstevenen, maar in de achtste minuut van de blessuretijd kopte Daniel Maderner Waasland-Beveren alsnog na een 2-3-zege. Fiermarín bleef ook nadien in doel staan, enkel tijdens de bekerwedstrijd tegen Diegem Sport kreeg Jari De Busser de voorkeur. In de bekerwedstrijd daarop, tegen Sporting Charleroi, stopte hij in de strafschoppenreeks de pogingen van Ryota Morioka en Guillaume Gillet, waardoor hij Lommel naar de volgende ronde hielp.